# Sint-Mauritiuskerk (Schin op Geul)
De Sint-Mauritiuskerk is een rooms-katholieke kerk aan  het Kerkplein in Schin op Geul in de Nederlands Zuid-Limburgse gemeente Valkenburg aan de Geul. Ze bevindt zich op een kerkheuvel aan een belangrijke kruising in het dorp. Rond de kerk bevindt zich het kerkhof en daar omheen ligt een keermuur van mergel. Zowel het gebouw als de keermuur zijn rijksmonumenten.

## Geschiedenis
De parochie van het dorp Schina werd vermoedelijk al in de 9e eeuw gesticht.
In de 11e eeuw werd de huidige schip gebouwd. Het was een driebeukige zaalkerk in romaanse stijl.
In het begin van de 16e eeuw kreeg het schip laat-gotische kruisgewelven.
In 1762 stortte de toren en de noordbeuk in.
In 1768 werd de huidige toren gebouwd en werd het schip met zijbeuken vergroot.
In 1794-1795 werd een priesterkoor aangebouwd.
Sinds 1859 wordt in de Mauritiuskerk de heilige Cornelius vereerd, voor wie jaarlijks een bedevaart wordt gehouden.
In 1926 werd de kerk vergroot door architect Hubert van Groenendael. Het koor uit 1795 werd vervangen door een groot transept met daarachter een nieuwe priesterkoor, beide opgetrokken in kunradersteen. Daarnaast werden er twee sacristieën gebouwd.

## Opbouw
Het gebouw bestaat uit een vlakopgaande westtoren met ingesnoerde spits, een driebeukig schip een transept en een koor. De kerk wordt gerekend tot de oudste kerken in Limburg. Ze is gewijd aan Sint-Mauritius.
Het kerkgebouw is deels opgetrokken in Maastrichtse kalksteen en deels in Kunrader kalksteen.